# Otto-Hahn-Medaille
Die Otto-Hahn-Medaille wird seit dem Jahre 1978 verliehen. Die Max-Planck-Gesellschaft zeichnet durch sie jährlich bis zu 30 (bis einschließlich 2010 maximal 40) junge Wissenschaftler für herausragende wissenschaftliche Leistungen aus, die sie in ihrer Promotion erbracht haben. Die Verleihung der Medaille ist (Stand 2017) mit einer Anerkennungsdotierung von je 7.500 € verbunden.
Von 1978 bis 2017 wurden mehr als 900 Wissenschaftler mit der Otto-Hahn-Medaille ausgezeichnet. Die Auszeichnung wird jeweils während der Hauptversammlung der Max-Planck-Gesellschaft im folgenden Jahr verliehen. Die Medaille ist nach dem Kernchemiker und Nobelpreisträger Otto Hahn benannt, der von 1948 bis 1960 Präsident der Max-Planck-Gesellschaft war.